# Saison 5 de Face Off
La cinquième saison de Face Off a été diffusée sur Syfy à partir du 13 août 2013, et a été, comme chaque saison, présentée par McKenzie Westmore (en). Durant cette saison, 16 candidats ont été sélectionnés, dont 8 des saisons précédentes.
C'est la deuxième saison où un candidat a volontairement quitté la compétition, après la Saison 3. 
Les juges sont Ve Neill, Glenn Hetrick et Neville Page.
Le vainqueur est Laura Tyler.

## Candidats de la saison
Ancien (vétérans)
- Frank Ippolito, 35 ans, Burbank, California (Saison 1 ; 10e du concours)
- Tate Steinsiek, 35 ans, Brooklyn, New York (Saison 1 ; 3e du concours)
- Miranda Jory, 23 ans, Los Angeles, California (Saison 2 ; 12e du concours)
- Robert "RJ" Haddy, 37 ans, Charleston, West Virginia (Saison 2 ; 3e du concours)
- Alana Rose Schiro, 22 ans, Hollywood, California (Saison 3 ; 6e du concours)
- Roy Wooley, 47 ans, Tucker, Georgia (Saison 3 ; 4e du concours)
- Laura Tyler, 28 ans, Orlando, Florida (Saison 3 ; 2e du concours)
- Eric Zapata, 23 ans, Austin, Texas (Saison 4 ; 6e du concours)

Nouveau
- Adolfo Barreto Rivera, 32 ans, Las Vegas, Nevada
- Eddie Holecko, 20 ans, Savannah, Géorgie
- Laney Parkhurst, 24 ans, Hollywood, Californie
- Lyma Millot, 33 ans, El Paso, Texas
- Samantha "Sam" Allen, 27 ans, Bayville, New Jersey
- Scott Ramp, 52 ans, Pasadena, Californie
- Steve Tolin, 33 ans, Pittsburgh, Pennsylvanie
- Rick Prince, 38 ans, Nashville, Tennessee

## Suivi des candidats
| Candidats | Épisode  | Épisode  | Épisode  | Épisode  | Épisode  | Épisode  | Épisode  | Épisode  | Épisode | Épisode | Épisode | Épisode  | Épisode   |
| Candidats | 1        | 2        | 3        | 4        | 5        | 6        | 7        | 8        | 9       | 10      | 11      | 12       | 13        |
| --------- | -------- | -------- | -------- | -------- | -------- | -------- | -------- | -------- | ------- | ------- | ------- | -------- | --------- |
| Laura     |          |          |          |          | GAGNANTE |          | GAGNANTE |          |         | ‡       |         |          | VAINQUEUR |
| Roy       |          |          | ‡        |          |          | ‡        | ‡        |          |         | GAGNANT |         |          | FINALISTE |
| Tate      | ‡        |          |          |          |          | GAGNANT  |          |          | GAGNANT |         | GAGNANT | GAGNANT  | FINALISTE |
| Miranda   | GAGNANTE |          | GAGNANTE | GAGNANTE |          |          |          | GAGNANTE |         |         |         | ÉLIMINÉE |           |
| Laney     |          |          |          |          |          |          |          |          |         |         | ABANDON |          |           |
| Eddie     |          |          |          |          |          |          |          |          |         | ÉLIMINÉ |         |          |           |
| Frank     |          |          |          |          |          |          |          |          | ÉLIMINÉ |         |         |          |           |
| Alana     |          | GAGNANTE |          |          |          |          |          | ÉLIMINÉE |         |         |         |          |           |
| Scott     |          |          |          |          |          |          | ÉLIMINÉ  |          |         |         |         |          |           |
| Lyma      |          |          |          |          |          | ÉLIMINÉE |          |          |         |         |         |          |           |
| RJ        |          |          |          |          | ÉLIMINÉ  |          |          |          |         |         |         |          |           |
| Adolfo    |          |          |          | ÉLIMINÉ  |          |          |          |          |         |         |         |          |           |
| Eric      |          |          | ÉLIMINÉ  |          |          |          |          |          |         |         |         |          |           |
| Rick      |          |          | ÉLIMINÉ  |          |          |          |          |          |         |         |         |          |           |
| Sam       |          | ÉLIMINÉE |          |          |          |          |          |          |         |         |         |          |           |
| Tolin     | ÉLIMINÉ  |          |          |          |          |          |          |          |         |         |         |          |           |

 Le candidat a remporté Face Off.
 Le candidat faisait partie des finalistes.
 Le candidat a remporté le Spotlight Challenge.
 Le candidat faisait partie de l'équipe ayant remporté le Spotlight Challenge.
 Le candidat était premier de son équipe lors du Spotlight Challenge.
 Le candidat faisait partie des moins bons lors du Spotlight Challenge.
 Le candidat a été éliminé.
 Le candidat a abandonné.
 Le candidat a réintégré la compétition.
‡ Le candidat a remporté le Foundation Challenge.

## Épisodes
L'épisode spécial Les vétérans contre-attaquent'' de Face Off, découvrez qui seront les 8 anciens (vétérans) avec la participation de Glenn Hetrick, Ve Neill et Neville Page, pour cette nouvelle saison. Cet épisode est diffusé avant l'épisode 1 Objectif : La victoire.
| #  | Titre français             | Titre original                       | Date de diffusion | Taux sur les 18-49 ans | Audience US (en millions) | Source |
| -- | -------------------------- | ------------------------------------ | ----------------- | ---------------------- | ------------------------- | ------ |
| 1  | Objectif : La victoire     | Going for Gold                       | 13 août 2013      | 0.6                    | 1.27                      | [ 1 ]  |
| 2  | Frankenstein du futur      | Future Frankenstein                  | 20 août 2013      | 0.7                    | 1.37                      | [ 2 ]  |
| 3  | Comptines...               | Gettin' Goosed                       | 27 août 2013      | 0.8                    | 1.59                      | [ 3 ]  |
| 4  | Terreur souterraine        | Subterranean Terror                  | 3 septembre 2013  | 0.9                    | 1.55                      | [ 4 ]  |
| 5  | Mère nature                | Mother Earth Goddess                 | 10 septembre 2013 | 0.7                    | 1.58                      | [ 5 ]  |
| 6  | Des bonbons ou un sort     | Trick or Treat                       | 17 septembre 2013 | 0.9                    | 1.82                      | [ 6 ]  |
| 7  | Art vivant                 | Living Art                           | 24 septembre 2013 | 0.7                    | 1.43                      | [ 7 ]  |
| 8  | Le cirque de l'espace      | Cosmic Circus                        | 1er octobre 2013  | 0.6                    | 1.38                      | [ 8 ]  |
| 9  | Péchés capitaux            | Mortal Sins                          | 8 octobre 2013    | 0.6                    | 1.35                      | [ 9 ]  |
| 10 | La nuit des morts-marrants | Laughing Dead                        | 15 octobre 2013   | 0.8                    | 1.77                      | [ 10 ] |
| 11 | Magie noire                | Dark Magic                           | 22 octobre 2013   | 0.7                    | 1.68                      | [ 11 ] |
| 12 | Vols imaginaires           | Flights of Fantasy                   | 29 octobre 2013   | 0.9                    | 1.85                      | [ 12 ] |
| 13 | Le lac des cygnes          | Swan Song                            | 5 novembre 2013   | 0.7                    | 1.80                      | [ 13 ] |
| 14 | Le top 20 du jury          | Top 20 Countdown - Judges' Favorites | 12 novembre 2013  | N/A                    | N/A                       |        |
| 15 | Body Painting              | Naked And Painted Special            | 19 novembre 2013  | N/A                    | N/A                       |        |